# Macrosiphoniella nitida
Macrosiphoniella nitida är en insektsart som beskrevs av Carl Julius Bernhard Börner 1950. Macrosiphoniella nitida ingår i släktet Macrosiphoniella och familjen långrörsbladlöss.

## Underarter
Arten delas in i följande underarter:
- M. n. soongarica
- M. n. nitida